# John Lucas (basket-ball)
Pour les articles homonymes, voir John Lucas (homonymie).
John Lucas (né John Harding Lucas II le 31 octobre 1953 à Durham, Caroline du Nord) est un ancien joueur et entraîneur américain professionnel de basket-ball.

## Biographie
Lucas a évolué à l'Université du Maryland où il obtint la distinction de "all-American" en basket-ball ainsi qu'en tennis. Il joua  en NBA durant quatorze ans et fut un membre de l'équipe des Houston Rockets finaliste NBA en 1986, où ils s'inclinèrent face aux Celtics de Boston. Cependant, à la suite de cette intersaison, sa carrière fut bouleversée par la révélation de problèmes de drogue. Certains coéquipiers des Rockets, Mitchell Wiggins et Lewis Lloyd furent bannis de la NBA à cause d'un contrôle positif à la cocaïne. Lucas, qui était également consommateur de cocaïne et alcoolique, se soumit volontairement à une cure ce qui lui évita d'être exclu de la ligue ; cependant, cette addiction mit fin à sa carrière de joueur.
Après une cure de désintoxication réussie, et la mise en place de programmes pour aider des athlètes dépendants comme lui, Lucas revint en NBA en tant qu'entraîneur.  
Il entraîna les Spurs de San Antonio, les 76ers de Philadelphie et les Cavaliers de Cleveland, pour moins de deux saisons à chaque fois, compilant un bilan de 174 victoires - 258 défaites. Avant de devenir entraîneur en chef des Cavs, il fut entraîneur adjoint des  Nuggets de Denver durant trois saisons.
Son fils aîné John Lucas III, après avoir achevé sa carrière universitaire avec les  Cowboys d'Oklahoma State, évolue en Europe et avec plusieurs équipes NBA. Son autre fils, Jai, après avoir évolué en NCAA avec les Gators de Floride puis les Texas Longhorns devient professionnel, évoluant principalement en NBA Development League.
Lucas n'était pas seulement un bon joueur de basket-ball, mais aussi un bon joueur de tennis. Lucas joua en World Team Tennis et devint entraîneur en 2005 des Houston Wranglers où évoluaient Steffi Graf et Mardy Fish.

## Records NBA
- 14 passes décisives en un seul quart-temps le 15 avril 1984 contre les Nuggets de Denver, il est codétenteur de ce record avec Steve Blake[1].

## Pour approfondir
- Liste des meilleurs passeurs en NBA en carrière.
- Liste des joueurs de NBA avec 23 passes décisives et plus sur un match.